# Halkyoneus (Antigonide)
Halkyoneus (altgriechisch Ἁλκυονεύς Halkyoneús; † um 261 v. Chr.) war ein makedonischer Prinz aus der Dynastie der Antigoniden. Er war ein unehelicher Sohn des Königs Antigonos II. Gonatas und der Athenerin Demo. Sein jüngerer Halbbruder war der spätere König Demetrios II. Aitolikos.
Halkyoneus wurde in Pella von Perseios, einem Schüler des Zenon von Kition, erzogen. Am Krieg seines Vaters gegen Pyrrhos (274–272 v. Chr.) beteiligte sich Halkyoneus als Feldherr. Dabei soll er der wenig glaubwürdigen Überlieferung zufolge, 272 v. Chr. vor Argos den abgeschlagenen Kopf des Pyrrhos seinen Vater überbracht haben, der ihn für diese unwürdige Handlung als einen Barbaren beschimpfte.
Halkyoneus fiel um das Jahr 261 v. Chr. während des chremonideischen Krieges. Sein Vater ließ durch die philosophische Schule des Peripatetikers Hieronymos von Rhodos in Athen jährliche Gedächtnisfeiern für seinen Sohn veranstalten, die stets am Tag von Halkyoneus’ Geburt begangen wurden.

## Weblink
- Halkyoneus bei genealogie-mittelalter.de (Hellenismus)